# Yajin Zhang
Zhang Yajin ((xinès): Zhāng Yàjīn; Shanxi, 1974) és una arquitecta i urbanista xinesa. És un dels quatre socis d'ISA Internationales Stadtbauatelier i el seu director general a la seu de Beijing. A més, treballa com a corresponsal de la revista xinesa Community Design.

## Carrera
Va estudiar arquitectura a la Universitat Tsinghua a Pequín en la  qual va adquirir en 2000 un títol de mestratge. Després de completar la seva formació acadèmica, es va traslladar a Alemanya, on va començar en 2001 el seu vincle amb Stadtbauatelier amb la seva recerca sobre Disseny urbà en el desenvolupament de les ciutats a la Xina. El 2004 es converteix en sòcia de la firma.
Un dels objectius de les seves activitats pràctiques és la planificació de noves ciutats, la preservació i renovació urbana i tasques especials, com ara a aeroports, ciutats Uni-Ciutats i Ecociutats. Un exemple d'això és el pla mestre per a l'aeroport de la ciutat de Guangzhou, la renovació Quartier Chongqing, la Universitat de la Ciutat de Guangzhou i Eco New Town Nansha a Guangzhou. L'enfocament de la recerca de l'obra de Zhang Yajin és el desenvolupament de noves ciutats.
En 2012 va acabar el seu doctorat a la Universitat de Stuttgart amb una recerca titulada New cities – Model for a Sustainable New Town Planning and its application in China.
És la promotora de la sèrie ISA Convidis a Beijing, un cicle de conferències i seminaris per promoure l'intercanvi d'informació entre experts de la recerca i la pràctica.

## Obres

### Publicacions
- New Towns and City Districts, Public Space and Architecture. En: Stadtbauatelier – Regional Planning, Urban Development Planning, Urban Renewal. Beijing 2005, ISBN  7-5083-3811-1
- Stadtplanung als ökologisches Mittel – Theorie und Praxi (以规划设计为生态手段 - 关于生态化城市建设的理论与实践). En: Beijing Planning Review, 2010[2]
- Wir brauchen Planung bevor wir bei einer idealen Welt angekommen sind. En: Community Design, 2011[3]
- Chinesische Urbanisierung – Erfahrungen, Entwicklungen, Aufgaben. En: Chinesischer Stadtentwicklungsbericht. Xina City Press, 2012
- Neue Städte – Modell einer nachhaltigen New Town Planung und deren Anwendung in Xina, 2012[1]
- Modern Europe New Town Planning. En: Ideal Space No. 48, Tongji University Press, 2012
- Metamorphose der Planungsgruppe. En: City Planning Review Vol.36 NO.1, Jan.2012[4]
- Climate Cover for Business Parks. En: New Architecture, 04/2012, ISSN 1000-3959 1000-3959
- Gene and reconstruction. En: Ideal Space No. 60, Tongji University Press, 2014
- New Town: Dream City. En: Learning from two cultures-Urban Development, Renewal, Preservation and Management in Europe and Àsia. Xina Architecture & Building Press, Peking 2014, ISBN  978-7-112-15052-6

## Afiliacions
- NAX - NAX – Netzwerk Architekturexport der Bundesarchitektenkammer (Xarxa d'exportació d'Arquitectura Bundesarchitektenkammer)[5]
- AHK Deutsche Auslandshandelskammer in Beijing (Càmera Alemanya AHK en Beijing)[6]
- Comitè de Planificació Urbana de la ciutat de Quanzhou